# Dein Wille geschehe (Fernsehserie)
Dein Wille geschehe ist eine französische Fernsehserie und arte-Produktion. Der Originaltitel Ainsi soient-ils ist eine Anspielung auf die französische Übersetzung des Amen, Ainsi soit-il (So sei es). Er heißt wörtlich übersetzt „so seien sie“.
Die Serie ist mehrfach preisgekrönt. 2012 erhielt sie den Preis für die beste Serie des Pariser Festivals Séries Mania.

## Handlung der ersten Staffel

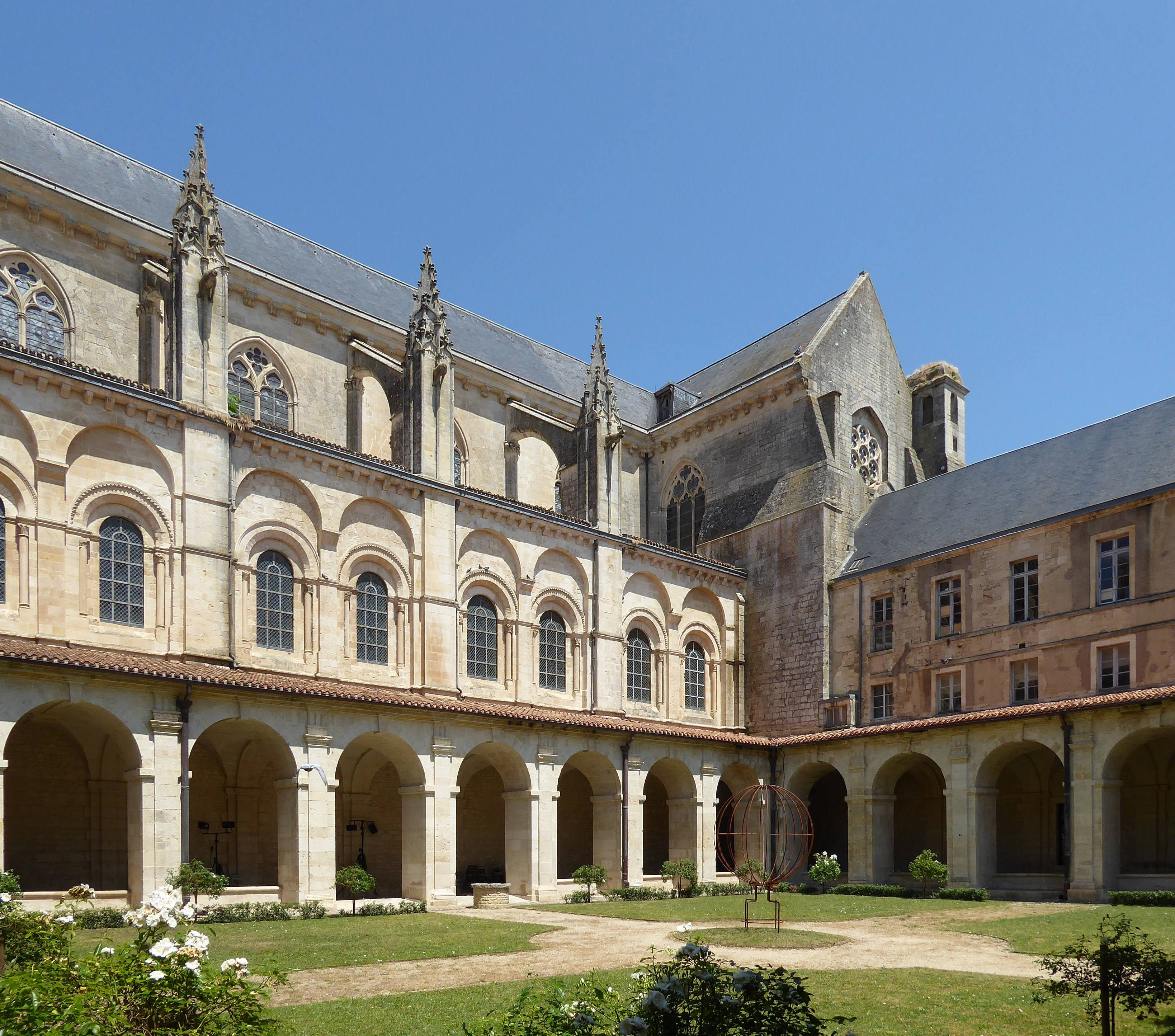
Der Kreuzgang der Abtei von Saint-Maixent-l’École, in dem zahlreiche Szenen rund um das fiktive Priesterseminar aufgenommen wurden

Die Serie spielt im fiktiven Priesterseminar der Kapuziner in Paris. Im Vordergrund agieren fünf Seminaristen, welche aus unterschiedlichen Hintergründen kommen: Yann stammt aus der Bretagne und ist ein Pfadfinder. Raphael stammt aus einer reichen katholischen Familie. Emmanuel – Adoptivsohn afrikanischer Abstammung – ist Archäologe und hat die Möglichkeit zur Promotion ausgeschlagen, um ins Seminar zu ziehen. Er war wegen einer Depression in Behandlung. Guillaume hat Politikwissenschaften studiert und lebte in einer homosexuellen Partnerschaft. José hat in einer Auseinandersetzung einen russischen Drogendealer getötet, er hat seine Gefängnisstrafe abgesessen.
Gemeinsam ist ihnen das Ziel, Priester zu werden. Die Serie begleitet sie durch die Studien und den Ablösungsprozess von ihrem vorherigen Leben. Dabei werden innere und äußere Konflikte der Protagonisten geschildert. 
Der Regens des Kapuzinerseminars Pater Fromenger begleitet die fünf jungen Männer. Seit über 20 Jahren ist er Leiter des Priesterseminars. Ihm zur Seite steht Pater Bosco.

## Weitere Staffeln
In der zweiten Staffel ist das Priesterseminar mit seiner Schließung konfrontiert. Die deutsche Erstausstrahlung dieser Staffel hat vom 2. bis zum 23. Oktober 2014 auf Arte stattgefunden. Die dritte und finale Staffel spielt vier Jahre später und handelt von der Konfrontation der jungen Priester mit dem Alltag in ihren Pfarrgemeinden. Die Staffel wurde vom 8. bis 22. Oktober 2015 auf Arte ausgestrahlt. Seit dem 4. Januar 2019 laufen die drei Staffeln auf Bibel TV.

## Hauptdarsteller
| Schauspieler        | Rolle                                                                                       | Folgen                          |
| ------------------- | ------------------------------------------------------------------------------------------- | ------------------------------- |
| Jean-Luc Bideau     | Père Étienne Fromenger                                                                      | 1.1-1.8, 2.4-3.3                |
| Thierry Gimenez     | Père Dominique Bosco                                                                        | 1.1-3.8                         |
| Michel Duchaussoy † | Erzbischof Joseph Roman, Vorsitzender der französischen Bischofskonferenz                   | 1.1-1.8                         |
| Julien Bouanich     | Yann Le Megueur                                                                             | 1.1-3.8                         |
| David Baiot         | Emmanuel Charrier                                                                           | 1.1-1.8, 2.5, 2.7-3.3, 3.6, 3.8 |
| Clément Manuel      | Guillaume Morvan                                                                            | 1.1-3.8                         |
| Clément Roussier    | Raphaël Chanseaulme                                                                         | 1.1-2.8, 3.5                    |
| Samuel Jouy         | José Del Sarte                                                                              | 1.1-3.8                         |
| Jacques Bonnaffé    | Erzbischof Poileaux, Nachfolger von Erzbischof Roman als Vorsitzender der Bischofskonferenz | 2.1-3.8                         |
| Céline Cuignet      | Schwester Antonietta                                                                        | 1.1-3.8                         |
| Yannik Renier       | Pater Abel                                                                                  | 2.1-3.8                         |

## Drehorte
Für die Außenaufnahmen des fiktiven Priesterseminars wurde in Paris vor dem Hôtel Libéral Bruant in der Straße Rue de la Perle gedreht. Die Innenaufnahmen der Seminarkirche fanden in La Rochelle in der Kirche Notre-Dame-de-Cougnes statt. Die Szenen um den Kreuzgang des Seminars wurden in der ehemaligen Abtei von Saint-Maixent-l’École aufgenommen. Für die Weihnachtsepisode der ersten Staffel diente die Dorfkirche Notre-Dame von Échillais als Kulisse.